# 西城区 (1958年—2010年)
原北京市西城区位于北京市中心城区西北部，全区东西宽5.5千米，南北长7.5千米，面积32平方千米。有北海公园、白塔寺、中南海、景山、什刹海、月坛、白云观、西单、人民大会堂、金融街等。2010年7月1日，中华人民共和国国务院批准撤销原西城区与崇文区，合并成立新的西城区。

## 历史
1958年5月，经中华人民共和国国务院批准，北京市西单区、西四区合并为西城区。1987年9月，朝阳区马甸地区划归西城区管辖。2010年7月1日，经国务院批准，撤销了原西城区和宣武区，合并后成立新的西城区。

## 行政区划
西城区原下辖10个街道办事处：西长安街街道、厂桥街道、新街口街道、福绥境街道、丰盛街道、二龙路街道、月坛街道、阜城门外街道、展览路街道、德胜门外街道。
2004年调整为7个街道办事处：西长安街街道、新街口街道、德胜街道、月坛街道、金融街街道、展览路街道和什刹海街道。
户籍人口总数：771000人。

## 政治
西城区是中华人民共和国国务院、中国共产党中央委员会、教育部、中国共产党中央纪律检查委员会、国家民委等中央国家机关的驻地。
2010年7月前的西城区区长是张建东（原北京市政府副秘书长，2008年北京奥运会期间担任鸟巢运营团队主任），新的西城区成立后仍继续担任区长，时任区人大常委会主任是张国玉、区政协主席是张春平，中共西城区委员会书记是林铎（原西城区区长）、纪委书记是王祥杰。

## 教育
西城区的初等教育十分发达。北京市最著名的三所中学：北京四中、北京师范大学附属实验中学和北京八中都座落在西城区。西城另有师大二附中，北京一六一中学、北京十三中等顶级中学。
位于西城区境内的高等院校，有外交学院和北京建筑工程学院。另外还有非全日制院校西城经济科学大学、北京市行政学院（北京市委党校）。